# Парадокс Джевонса
Парадокс Джевонса (іноді ефект Джевонса) в економічній теорії — ситуація, коли технологічний прогрес, який збільшує ефективність використання будь-якого ресурсу, збільшує (а не зменшує) обсяг його споживання.
У 1865 році англійський економіст Вільям Стенлі Джевонс зазначив, що технологічні вдосконалення, які збільшують ефективність використання вугілля, ведуть до збільшення споживання вугілля в різних сферах промисловості. Він стверджував, що, всупереч інтуїції, не можна покладатися на технологічні вдосконалення в справі зниження споживання палива.
Дане питання було знову розглянуто сучасними економістами, які вивчали зворотний ефект споживання від підвищення енергоефективності. На додаток до зменшення обсягу, необхідного для певного застосування, підвищення ефективності знижує відносну вартість використання ресурсу, що веде до збільшення попиту на ресурс, потенційно перешкоджаючи будь-яку економію від збільшеної ефективності. Крім того, підвищення продуктивності прискорює економічне зростання, додатково збільшуючи попит на ресурс. Парадокс Джевонса має місце, коли ефект підвищення попиту переважає, що призводить до збільшення використання ресурсу.
Парадокс Джевонса використовується для демонстрації марності енергозбереження, так як збільшення ефективності може збільшувати споживання палива. Проте, збільшення ефективності може покращувати матеріальний рівень життя. Крім того, використання палива знижується в тому випадку, коли підвищення ефективності супроводжується екологічним податком або іншими заходами екологічної політики, що вони бережуть ціну використання на колишньому рівні (або підвищують її). Парадокс Джевонса застосуємо тільки до технологічних удосконалень, що підвищує енергоефективність, введення екологічних стандартів і підвищення ціни дозволяє позбутися від нього.

## Історія

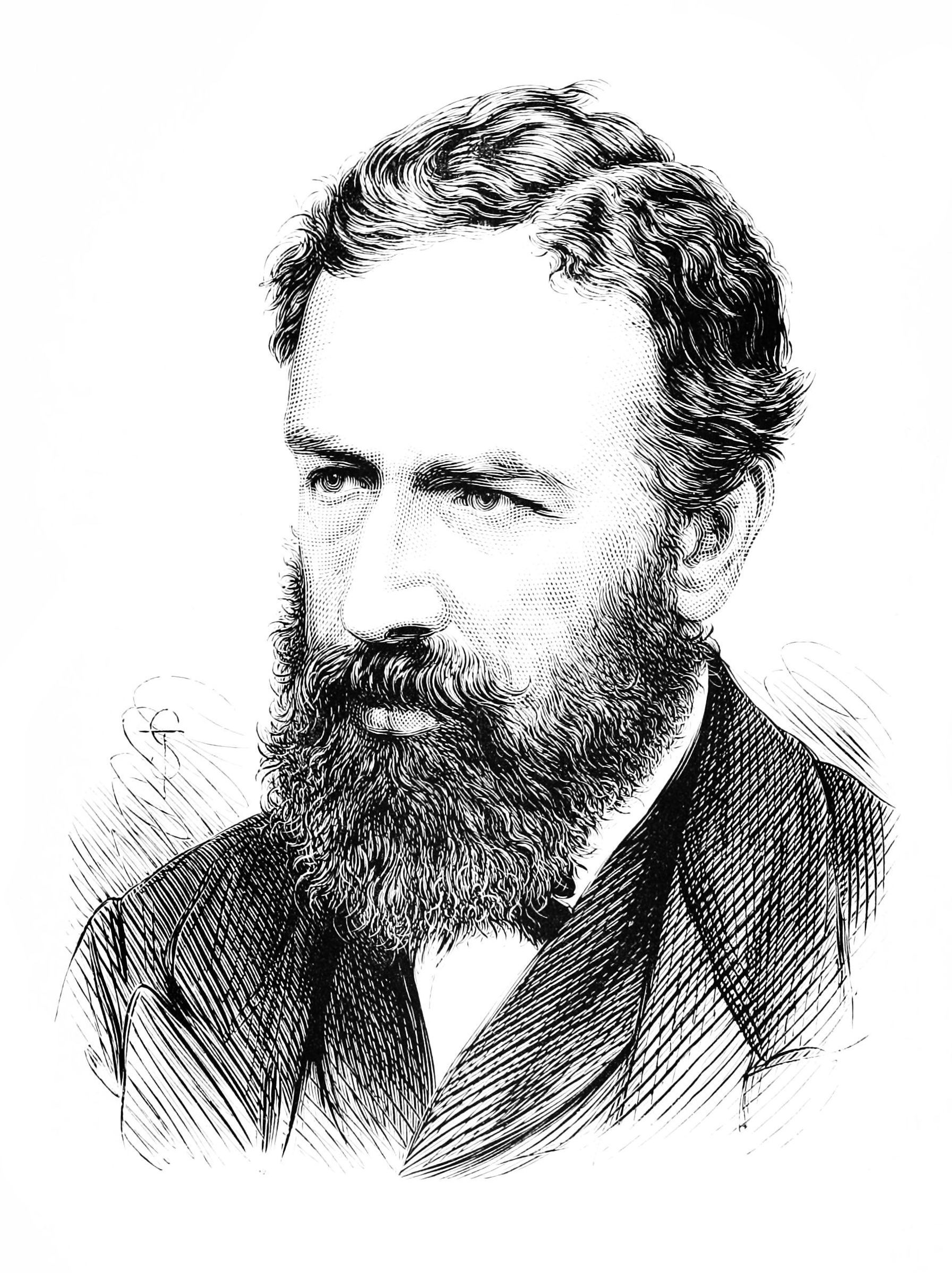
William Stanley Jevons

Парадокс Джевонса був вперше описаний англійським економістом Вільямом Стенлі Джевонсом в його роботі «Вугільне питання» в 1865 році. Джевонс зазначив, що споживання вугілля в Англії різко зросло після появи парового двигуна Джеймса Ватта, який мав набагато більшу ефективність у порівнянні з раніше застосовувалися двигуном Томаса Ньюкамена. Винахід Уатта зробив вугілля набагато більш вигідним джерелом енергії, що призвело до широкого застосування парових машин в промисловості. Це, в свою чергу призвело до зростання споживання вугілля, хоча потреба у вугіллі для окремої машини і знизилася. Джевонс стверджував, що збільшення ефективності використання палива має тенденцію збільшувати (а не знижувати) використання палива: «Помилково думати, що економічне використання палива означає зниження його споживання. Вірно якраз протилежне».
У той час багато хто в Британії були стурбовані швидким вичерпанням запасів вугілля, і деякі фахівці вважали, що економічне використання палива означає зниження його споживання. Джевонс доводив помилковість цієї точки зору, оскільки зростання ефективності має тенденцію збільшувати попит на вугілля. Отже, вдосконалення технології веде до збільшення швидкості спустошення вугільних запасів.

## Причини

Еластичний попит: Подвоєння ефективності використання палива збільшує попит на роботу більш ніж удвічі, збільшуючи споживання палива. Реалізація парадоксу Джевонса.

Нееластичний попит: Подвоєння ефективності використання палива збільшує попит на роботу менш ніж удвічі, зменшуючи споживання палива. Парадокс Джевонса не проявляється.

## Зворотний ефект
Парадокс Джевонса можна зрозуміти, помітивши, що зростання ефективності використання ресурсу призводить до зниження ціни ресурсу, виміряної в одиницях одержуваного з нього корисного ефекту (тобто роботи). Взагалі кажучи, зниження ціни товару або послуги веде до зростання попиту. Таким чином, при меншій ціні роботи, більше роботи буде «куплено» (не прямим чином, а шляхом покупки більшої кількості палива). Збільшення попиту на паливо називається зворотним ефектом. Це зростання може бути досить (або недостатньо) великим, щоб компенсувати вихідне зниження попиту від зростання ефективності. Парадокс Джевонса має місце, якщо зворотний ефект досягає величини більше 100 %, перевершуючи вихідну економію від зростання ефективності. Це можна назвати «ефектом віддачі».
Розглянемо простий приклад: ринок з досконалою конкуренцією, на якому паливо є єдиним вихідним елементом, який визначає вартість роботи. Якщо вартість палива залишається постійною, а ефективність перетворення його в роботу подвоюється, то дійсна вартість роботи знижується вдвічі, тобто вдвічі більшу кількість роботи можна придбати за ті ж гроші. Якщо кількість купленої роботи виросте більш ніж удвічі (тобто попит на роботу є еластичним, цінова еластичність більше 1), то кількість використаного палива не знизиться, а зросте. Якщо ж попит на роботу нееластичний (цінова еластичність менше 1), то кількість купленої роботи збільшиться менш ніж удвічі, і кількість використаного палива знизиться.
Повний аналіз повинен також брати до уваги, що продукти (робота) мають не один вихідний елемент, а кілька (напр. Паливо, праця, обладнання), і що інші фактори (напр. Недосконалість конкурентної структури ринку), також можуть впливати на ціну роботи. Ці фактори мають тенденцію знижувати вплив паливної ефективності на ціну роботи, пом'якшуючи зворотний ефект і знижуючи ймовірність прояву феномена Джевонса. Крім того, будь-яка зміна попиту на паливо впливає на його ціну і на ефективну ціну роботи.

## Постулат Хаззума— Брукса
У 1980-х роках економісти Даніель Хаззум (англ. Daniel Khazzoom) і Леонард Брукс (англ. Leonard Brookes) знову розглянули парадокс Джевонса стосовно використання енергії в масштабах суспільства. Брукс, що був у той час головним економістом урядового агентства з атомної енергії Великої Британії, виступив з твердженням, що спроби знизити споживання енергії за рахунок зростання енергоефективності ведуть лише до зростання попиту на енергію в масштабах економіки в цілому. Хаззум зосередив увагу на більш приватному питанні про те, що потенціал зворотного ефекту не враховується в обов'язкових стандартах енергоефективності для побутової техніки, встановлених енергетичної комісією штату Каліфорнія.
У 1992 році економіст Гаррі Саундерс (англ. Harry Saunders) назвав припущення про зростання енергоспоживання в результаті поліпшення енергоефективності постулатом Хаззума — Брукса. Саудерс показав, що постулат Хаззума — Брукса узгоджується з неокласичною теорією зростання (загальноприйнятою теорією накопичення капіталу, технологічного прогресу і довгострокового економічного зростання) при широкому спектрі умов
Згідно Саундерсу, підвищення енергоефективності впливає на зростання споживання енергії двома шляхами. По-перше, зростання енергоефективності робить використання енергії відносно дешевшим, заохочуючи зростання енергоспоживання (прямий зворотний ефект). По-друге, зростання енергоефективності веде до прискореного економічного зростання, який тягне за собою зростання споживання енергії в масштабах економіки в цілому. На мікрорівні (розглядаючи окремий ринок), навіть з урахуванням зворотного ефекту, поліпшення енергоефективності зазвичай веде до зниження споживання енергії. Тобто зворотний ефект зазвичай нижче 100 %. Але на макрорівні більш ефективна (і щодо дешевша) енергія є причиною більш швидкого економічного зростання, яке, в свою чергу, збільшує споживання енергії в масштабах економіки. Саундерс приходить до висновку, що з урахуванням мікро- та макроекономічного ефектів, технологічний прогрес, який поліпшує енергоефективність, має тенденцію збільшувати загальне споживання енергії.

## Політика енергозбереження
Джевонс попереджав, що вигоди від паливної ефективності часто збільшують споживання палива, але з цього не випливає висновок про марність зростання ефективності використання палива. Більш ефективне використання палива дозволяє збільшити виробництво і підвищує матеріальний рівень життя. Наприклад, більш ефективний паровий двигун дозволив зробити дешевшим перевезення товарів і людей, що сприяло промисловій революції. Втім, якщо постулат Хаззума — Брукса вірний, зростання паливної ефективності не може сповільнити видобуток викопного палива.
Парадокс Джевонса іноді використовують для обґрунтування марності зусиль по енергозбереженню. Так, наприклад, більш ефективне використання нафти тільки підвищує попит на неї і не може уповільнити настання піку нафтовидобутку. Зазвичай цей аргумент наводять для обґрунтування відмови від екологічної політики або підвищення енергоефективності (напр. Якщо автомобіль більш ефективний, це тільки збільшує число поїздок на ньому).Проти цього можна навести кілька заперечень. По-перше, на зрілому ринку (напр. На ринку нафти в розвинених країнах), прямий зворотний ефект зазвичай невеликий, тому зростання паливної ефективності знижує споживання ресурсу при незмінності інших умов. По-друге, навіть якщо зростання ефективності не знижує загальне споживання палива, залишаються інші вигоди від поліпшення ефективності. Наприклад, підвищення ефективності пом'якшує зростання цін, дефіцит і збої у світовій економіці, пов'язані з піком нафтовидобутку. По-третє, використання палива, безсумнівно, знижується, якщо збільшення ефективності супроводжується втручанням держави (напр. екологічним податком), яке зберігає ціну використання палива на колишньому рівні (або підвищує її).
Парадокс Джевонса показує, що зростання ефективності саме по собі навряд чи здатне знизити споживання палива, і що стала енергетична політика повинна спиратися на ті чи інші форми державного втручання. Оскільки парадокс Джевонса відноситься тільки до технологічних поліпшень, що підвищують паливну ефективність, введення екологічних стандартів, одночасно підвищують ціни, дозволяє уникнути зростання споживання палива. Щоб технологічні поліпшення знижували споживання палива, необхідно щоб вигоди від ефективності супроводжувалися урядовими заходами щодо зниження попиту (напр. Екологічними податками, програмами Cap and Trade або підвищенням податків на паливо). Екологічні економісти Матіс Вакернагель (Mathis Wackernagel) і Вільям Різ (William Rees) стверджують, що вигода від підвищення ефективності повинна бути «з допомогою податку або іншим способом виведена з економічного обороту. Переважно використовувати її для інвестицій у відновлення природного капіталу»." Пом'якшуючи економічні наслідки державного втручання, спрямованого на підтримку екологічної стійкості, технологічний прогрес може зробити таке втручання більш прийнятним і більш можливим.

## Приклади

### Штучний інтелект
Генеральний директор Microsoft Сатья Наделла посилався на парадокс Джевонса, описуючи штучний інтелект. Ерік Бриньольфссон (англ. Erik Brynjolfsson) зазначив, що, на його думку, будуть деякі професії, для яких будуть виконані три умови парадоксу, що призведе до збільшення зайнятості в таких як сферах радіологія, переклад та програмування.

### Ресурси Інтернету
- Jenkins, Jesse; Nordhaus, Ted; Shellenberger, Michael (17 лютого 2011). Energy Emergence: Rebound and Backfire as Emergent Phenomena (Звіт). Oakland, CA: The Breakthrough Institute. Архів оригіналу за травня 25, 2015. Процитовано 29 травня 2015.
- Lords Select Committee on Science and Technology (5 липня 2005). 3: The economics of energy efficiency. Select Committee on Science and Technology Second Report (Звіт). Session 2005–06. London, UK: House of Lords.
- Michaels, Robert J. (6 липня 2012). Energy Efficiency and Climate Policy: The Rebound Dilemma (PDF) (Звіт). Washington, D.C.: Institute for Energy Research. Процитовано 5 червня 2015.